# Joan Vidal i Prades
Joan Vidal i Prades   (Granollers, 20 de març de 1922 - Barcelona, 12 d'abril de 2016) fou un futbolista català de la dècada de 1940.
Jugava d'interior, tant a la dreta com a l'esquerra.
Nascut a Granollers, es crià a Mataró. Havia estat jugador del CF Lloret (1936-38), CE Mataró (1940-42) i Nàstic de Tarragona (1942-43).
L'any 1943 ingressà al RCD Espanyol, on jugà 8 partits oficials i marcà 5 gols en dues temporades. Una greu entrada del defensa González del Granada li destrossà el menisc, fet que estroncà la seva prometedora carrera. Abandonà el futbol amb només 22 anys. Va ser l'autor del gol 500 de l'Espanyol a la lliga.